# Crucifix de Giotto à Santa Maria Novella
Le Crucifix de Giotto à Santa Maria Novella est une croix peinte a tempera et or sur panneau de bois (578 x 406 cm) par Giotto di Bondone vers 1290-1295 environ. Le crucifix est conservé au centre de la nef de la basilique Santa Maria Novella de Florence. C'est l'une des premières œuvres connues de l'artiste, alors âgé d'une vingtaine d'années. 

## Historique
La source la plus ancienne mentionnant le Crucifix de la basilique dominicaine de Florence comme une œuvre de Giotto⁹ est le témoignage d'un certain Ricuccio di Puccio del Miller, daté du 15 juin 1312, qui précise qu'une certaine somme a été allouée pour maintenir une lampe allumée devant le crucifix. Lorenzo Ghiberti, dans les Commentaires (milieu du XVe siècle), mentionne la présence de l'œuvre de Giotto et la date vers 1290, soit contemporaine aux Histoires de saint François de l'église supérieure de la basilique Saint-François d'Assise,. Vasari indique plus tard une collaboration avec Puccio Capanna.
Le Crucifix a fait l'objet d'intenses discussions de la part des historiens concernant son identification correcte, la contribution du maître et celle de diverses aides. À l'occasion d'une première restauration réalisée pour l'exposition Giotto de 1937, beaucoup se prononcèrent en faveur d'un autographe complet, mais Richard Offner (1939) et Millard Meiss (1960) préféraient parler plus prudemment du Maestro des Histoires de saint François d'Assise, celui qu'on l'appelle parfois encore le « non Giotto » dans les discussions complexes sur la questione giottesca. Aujourd'hui, un consensus semble établi concernant l'autographe de Giotto. Les derniers doutes ont été dissipés par la restauration de l'Opificio delle pietre dure achevée à l'automne 2001, lors de laquelle la très haute qualité de l'exécution et du dessin sous-jacent a été redécouverte. Des affinités techniques fortes avec d'autres œuvres faisant référence au jeune Giotto ont été alors mises en évidence (Madone de Borgo San Lorenzo, Madone de San Giorgio alla Costa).
Il en est de même pour la datation de la Croix, avec des fluctuations entre la fin des années quatre-vingt du XIIIe et le début du XIVe siècle. La découverte du testament de Ricuccio a établi un premier terme ante quem avancé à 1301, l'année où le Lucquois Deodato Orlandi a signé une croix pour les Clarisses de San Miniato al Tedesco inspirée de façon évidente de celle de Santa Maria Novella, dans laquelle il abandonne les conventions « grecques » suivies par Cimabue et tous les autres peintres. Les similitudes remarquables avec le crucifix placé à l'arrière-plan de la fresque avec Jérôme examinant les stigmates de l'église supérieure Saint-François d'Assise, datée de 1295, permet d'anticiper encore davantage le terme ante quem.
En revanche, l'œuvre semble avoir été exécutée après la Madonna de Borgo San Lorenzo datée d'environ 1290 : en effet, la vision est plus analytique, les tonalités plus délicates et les personnages présentent une plus grande tendresse dans les sentiments. S'en est établi une datation dans les années 1290-1295, ce qui en fait l'une des premières œuvres de l'artiste.

## Description

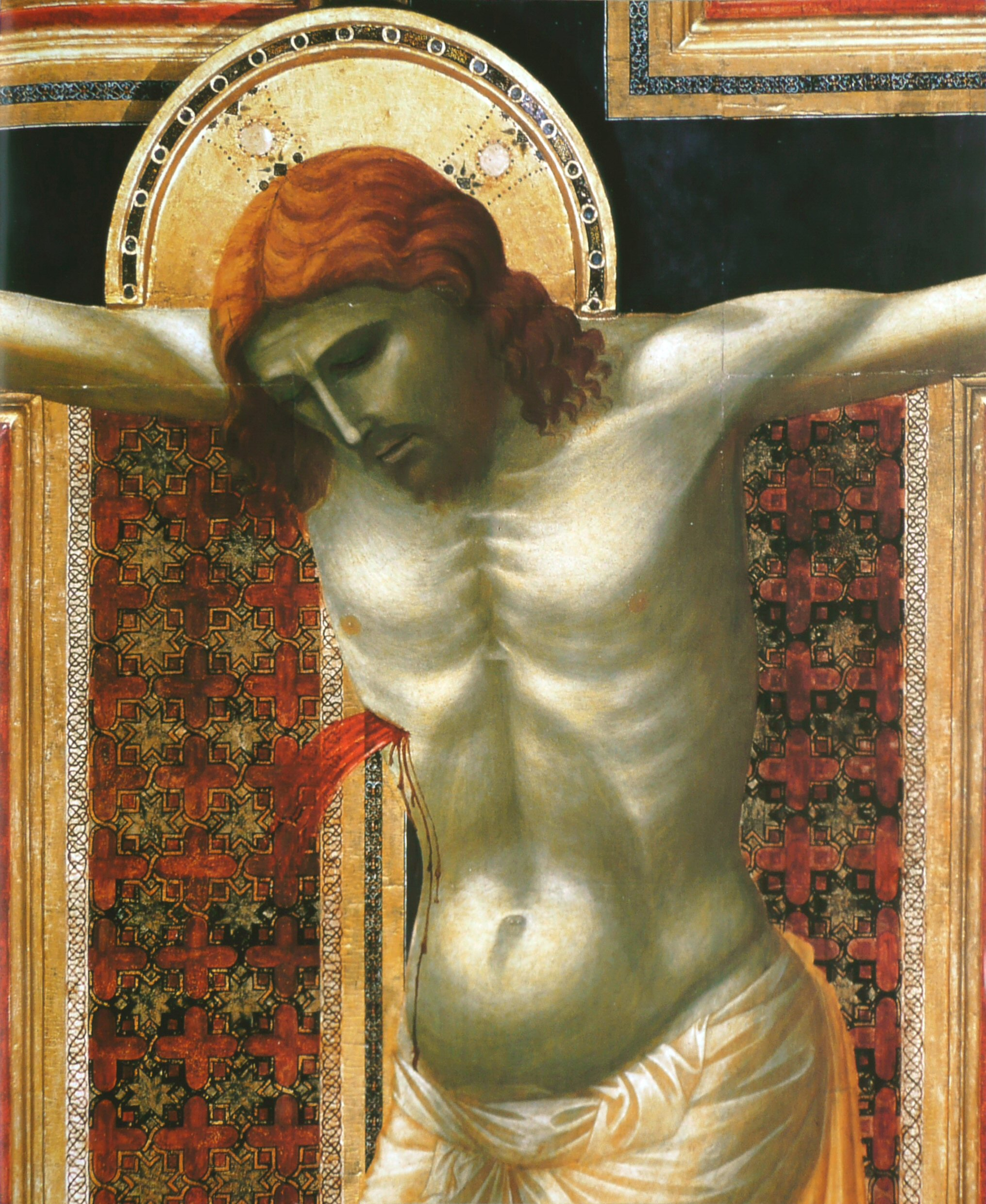
Détail.

Le Crucifix de Giotto est considéré comme une œuvre fondamentale pour l'histoire de l'art italien, car l'artiste y approfondit et renouvelle l'iconographie du Christus patiens introduite dans la péninsule dans la première moitié du XIIIe siècle par Giunta Pisano.
Contrairement à l'iconographie désormais « canonisée » par Giunta Pisano du Christus patiens sinueusement cambré à gauche (pour l'observateur), Giotto peint le cadavre de manière verticale, les jambes pliées, ce qui permet de dégager tout le poids. Peint dans une pose plus naturaliste, la figure entière s'enfonce vers le bas, penchant le dos et la tête en avant, accablée par son propre poids. La forme, qui n'est plus sublimée par les éléments stylistiques habituels, devient ainsi humaine et populaire.
Les bords du bras longitudinal de la croix sont décorés de motifs géométriques rappelant un tissu, tandis que sur les côtés du bras transversal, on retrouve, comme d'habitude, les deux pleureuses, la Vierge et saint Jean l'évangéliste.
Dans le bas, sur la base trapézoïdale, les roches arides en perspective forment une base naturaliste, faisant allusion au mont Golgotha, sur laquelle la croix est enfoncée. Selon la tradition médiévale, le tombeau d'Adam, le premier homme, a été placé sur le mont Golgotha. Le sang du Christ descend en ruisseaux de la croix et s'infiltre dans les rochers, puis atteint la cavité qui contient les os d'Adam, comme symbole de la rédemption de l'homme du péché, grâce au sacrifice du Christ.
Ces nouveautés contiennent tout le sens de la nouvelle sensibilité religieuse qui redonne au Christ sa dimension terrestre et qui en tire le sens spirituel le plus profond. Seul l'auréole rappelle sa nature divine, mais Giotto montre un homme humble qui souffre vraiment, avec lequel l'observateur peut comparer ses douleurs.
Destiné à la procession, il est conforme aux représentations monumentales du Christ en croix de l'époque, à savoir :
- Le Christ sur la croix est en position dolens (souffrant), le corps tombant, le ventre proéminent sur son perizonium, la tête penchée en avant touchant l'épaule, les côtes saillantes, les plaies sanguinolentes, les pieds superposés.
- le crucifix est à tabellone (petits panneaux à scènes sur les extrémités de la croix : La Vierge Marie à gauche, saint Jean apôtre à droite, le crâne d'Adam en bas sous le tertre du Golgotha,  en haut le tabellone est confondu probablement avec le titulus.
- Fond ouvragé à motifs derrière le corps du Christ.

## Style

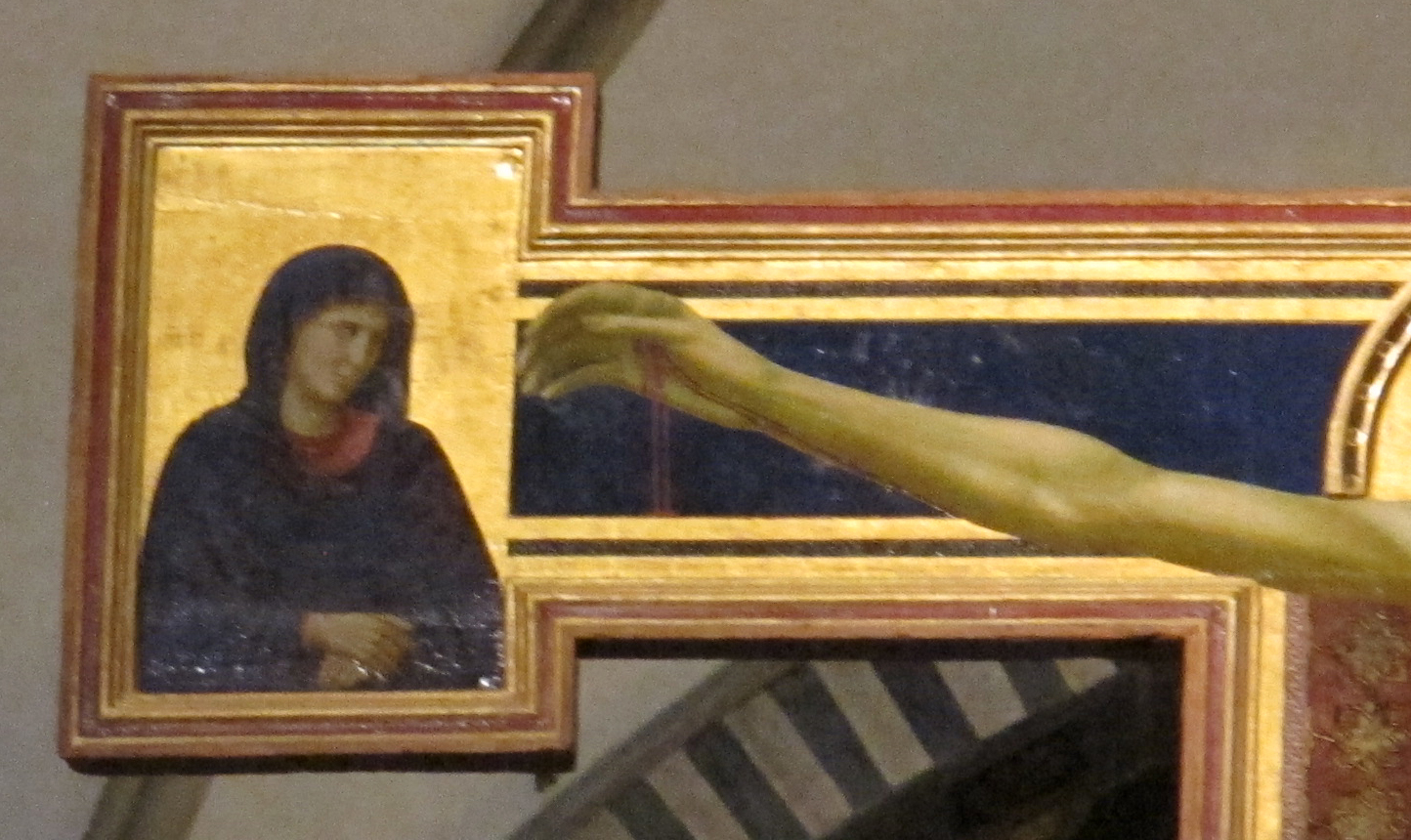
Détail du tabellone de la Vierge.

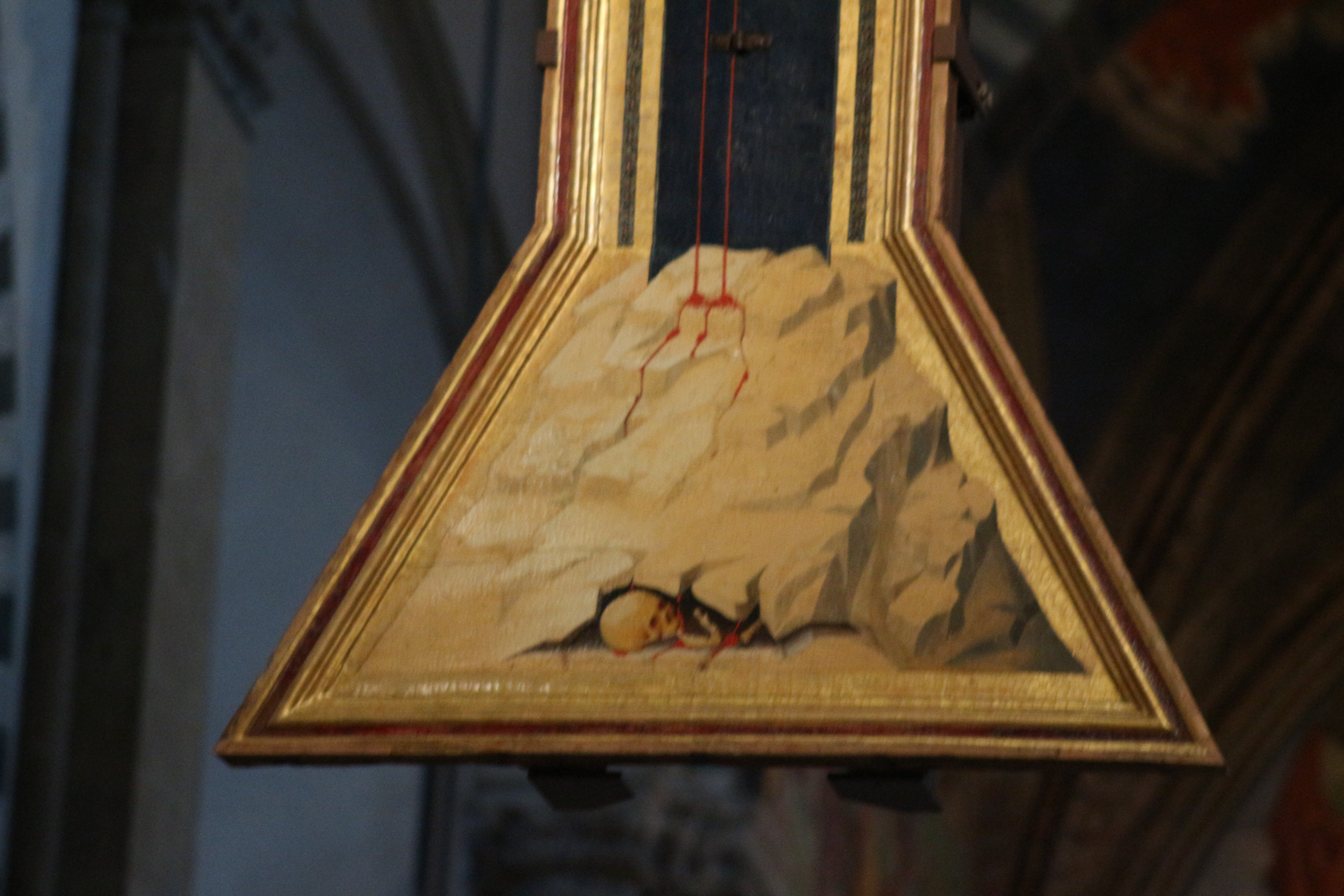
Détail du tertre de la base.

Giotto abandonne l'iconographie du Christ cambré à gauche typique de Giunta Pisano et Cimabue, pour le peindre dans une pose plus naturaliste : tout le corps s'enfonce vers le bas comme en témoignent les bras obliques et non plus parallèles au sol. La tête se balance en avant plutôt que de reposer sur l'épaule, et le torse fait également saillie vers l'avant du ventre et du bassin dans un abandon douloureux. Les genoux sont pliés en avant sous le poids du corps, suivant une inspiration liée à la tradition sculpturale (de Giovanni Pisano par exemple) plutôt qu'à celle traditionnellement liée à la peinture byzantine. Les jambes sont croisées et bloquées par un seul clou dans les pieds, d'une manière déjà utilisée par Nicola Pisano dans la lunette de la Déposition dans le portail gauche de la cathédrale de Lucques (vers 1270). Les détails des mains sont aussi frappants qui, manquant de force, ont les doigts légèrement projetés vers l'avant par rapport aux paumes clouées à la croix, avec une illusion de perspective jamais vue auparavant. Le Christ de Giotto est plus tridimensionnel et occupe un espace plus volumineux que les précédents de Cimabue. 
Le contraste est rendu par des filaments fins, comme le faisait Cimabue, mais plus mêlés pour créer des passages « enfumés » entre les zones claires et sombres. De plus, pour la première fois, Giotto porte attention à la source unique de lumière : tous les passages en clair-obscur sont rendus en tenant compte de sa provenance.
Lors de la restauration de l'œuvre, certaines particularités restées inconnues jusque-là ont été mises en évidence, notamment l'extrême raffinement d'un atelier faisant appel à des experts, et le changement au cours du travail par Giotto de la figure du Christ qui devint plus allongée et inclinée (ce qui a également conduit à une modification de la structure en bois déjà réalisée).
Les deux pleureuses aux extrémités des bras de la croix sont représentées latéralement et non pas avec une vue frontale comme pour le Crucifix de Santa Croce de Cimabue,quinze ans plus tôt. Elles sont plus volumétriques du fait de leur pose, des gonflements de la draperie, de l'attention portée à l'origine de la seule source de lumière.

## Source de traduction
- (It) Cet article est partiellement ou en totalité issu de l’article de Wikipédia en italien intitulé « Crocifisso di Santa Maria Novella » (voir la liste des auteurs).